# محمد مالجو
محمد مالجو (متولد ۱۳۵۱ تهران) اقتصاددان و پژوهشگر اقتصاد سیاسی است. او به واسطهٔ پژوهش‌های انتقادی‌اش دربارهٔ تاریخ اقتصادی ایران به ویژه در دورهٔ پس از انقلاب شناخته شده است. در سال‌های اخیر نیز دربارهٔ تاریخ اجتماعی مستمندان در ایران طی ادوار قبل از انقلاب تحقیق کرده است. از او کتاب‌ها و مقالات متعددی منتشر شده است.

## زندگی
محمد مالجو در سال ۱۳۵۱ در تهران به دنیا آمد. او در دانشکدهٔ اقتصاد دانشگاه تهران به تحصیل در رشتهٔ اقتصاد پرداخت و در سال ۱۳۸۳ با مدرک دکترا از این دانشگاه فارغ‌التحصیل شد. از سال ۱۳۸۴ تا ۱۳۸۸ در دانشکدهٔ اقتصاد دانشگاه علامه طباطبایی در مقاطع کارشناسی و کارشناسی ارشد تدریس می‌کرد. از سال ۱۳۸۶ تا ۱۳۸۸ محقق پژوهشکدهٔ امور اقتصادی در تهران بود. مالجو در سال ۱۳۸۹ پژوهشگر میهمان در پژوهشکده بین‌المللی تاریخ اجتماعی در آمستردام هلند بود. پس از مدتی به ایران بازگشت و به تدریس در دانشگاه‌ها و مؤسسات آزاد مانند مؤسسهٔ پرسش پرداخت. در سال ۱۳۹۲ پژوهشگر میهمان در مدرسهٔ مطالعات شرقی و آفریقایی در لندن بود. در سال ۱۴۰۰ نیز از نو محقق میهمان در پژوهشکده بین‌المللی تاریخ اجتماعی در آمستردام بود. او همچنین پژوهش‌های خود را در حوزهٔ تاریخ اندیشهٔ اقتصادی، اقتصاد سیاسی و تاریخ اقتصادی و اجتماعی ایران در دورهٔ پیش و پس از انقلاب اسلامی ایران ادامه داد.

## دیدگاه‌های شاخص

### اقتصاد سیاسی ایران، محمل اجرای سخت‌ترین سیاست‌های نئولیبرال
مالجو در سمینار «نولیبرالیسم ایرانی: نقد اقتصاد سیاسی ایران» خرداد ۱۴۰۲ در دانشگاه شیراز مواضع خود را دربارهٔ اقتصاد سیاسی ایران شرح می‌دهد. برای این منظور او، در پیوند با مفهوم نولیبرالیسم، چهار سطح معنایی از این مفهوم را از هم متمایز کرد: ایدئولوژی نولیبرال، سیاست‌های نولیبرال، رژیم انباشت نولیبرال، و وضعیت نولیبرال. دربارهٔ اولین سطح، او معتقد است در ایران امروز ایدئولوژی نولیبرال در جامعه بسیار قوی و پررنگ است، به خصوص در دانشگاه‌ها و خصوصاً دانشکده‌های اقتصاد که دژهای اصلی گسترش و اشاعه ایدئولوژی نئولیبرالیسم هستند و در بین رسانه‌ها و دیوان‌سالاران ایدئولوژی غالب، نئولیبرالی شده است. دربارهٔ دومین سطح مفهوم نولیبرالیسم، به اعتقاد او سیاست‌های نولیبرال در ایران در زمینهٔ روابط بیناطبقاتی میان طبقات فرادست و فرودست طی سال‌های پس از جنگ هشت‌ساله به‌قوت جاری و ساری بوده است اما این سیاست‌ها در زمینهٔ روابط درون‌طبقاتی بین طبقهٔ مسلط چندان برقرار نبوده است. دربارهٔ سومین سطح، به اعتقاد او، اگر اقتصاد ایران را فقط در بستر ملی در نظر گیریم، اقتصاد ایران فاقد رژیم انباشت نولیبرال است اما اگر اقتصاد ایران را در بستر بین‌المللی نگاه کنیم جزئی از رژیم انباشت نولیبرال در سطح جهانی است. سرانجام، دربارهٔ چهارمین سطح نیز معتقد است که در ایران در سپهر بازتولید اجتماعی با وضعیت نولیبرال مواجه هستیم اما در سپهر تولید اقتصادی هیچ نشانهٔ پررنگی از شیوع وضعیت نولیبرال دیده نمی‌شود.
نامجو می‌گوید طبق ارزیابی او «در یک سپهری که بخش وسیعی از حیاط اجتماعی ایرانیان را در بر می‌گیرد ما سیاست‌های نئولیبرال را سخت‌تر و مهار نشده تر از هر نوع تجربه تاریخی دیگری که شخصاً می‌شناسد در سپهر روابط بین طبقاتی و بین طبقات فرادست و فرودست شاهد بودیم و به گفته نامجو در تجربه ۴۰–۳۰ سال اخیر، سخت‌ترین نوع سیاست‌های نئولیبرالی در ایران به اجرا رسیده است.»

### اسلام سیاسی، جایگزین نئولیبرالیسم درایرانبرای دامن زدن به رشد بخش نامولد و ضعف تولید سرمایه‌دارانه
به گفته مالجو اگر در آمریکا بعد از سال ۱۹۹۰ علت اصلی رشد بخش نامولد و مالی، سیاست‌های نئولیبرالی همچون چاره‌ای برای معضل انباشت بیش از حد سرمایه بوده، در ایران علت اصلی رشد این بخش اسلام سیاسی بوده و بدین شکل نئولیبرالیسم در غرب و اسلام سیاسی در ایران عامل اصلی رشد بخش‌های نامولد در اقتصاد بوده‌اند. به اعتقاد او اسلام سیاسی با اسلام متفاوت است.همچنین به گفته او برآیند حضور اسلام سیاسی به عنوان یک ایدئولوژی در کشور ایران در بخش‌های مختلف اقتصاد، فرهنگ، هنر، سیاست خارجی و … مانند ایدئولوژی نئولیبرالیسم در غرب منفی بوده و در جهت هدررفت منابع و سرمایه است و هزینۀ زیادی بر جامعه تحمیل کرده است. او در مناظرۀ دیگری با مسعود نیلی بیان می‌کند که به عنوان مثال هزینه‌های امنیتی کشور  را بسیار بالا در در حد ۴۰–۳۰ درصد از بودجه می‌داند که فعالیت مولد نیست و در نتیجه تحمیل ناکارآمدی اسلام سیاسی است. مسعود نیلی در جواب بیان می‌کند از آنجا که هزینه‌های امنیتی و دفاعی با هم در بودجه می‌آیند، با این حال این مقدار در بودجه بسیار کمتر است و قابل مقایسه با برآورد اعلامی نیست. از طرف دیگر مالجو به هزینه‌های اضافی در نهادها برای امنیت و فرهنگ اشاره می‌کند و عنوان مثال اینکه در بیمارستان‌ها نیروی امنیتی و پلیس حضور دارند را هزینه سربار ایدئولوژی اسلام سیاسی می‌داند که منفی است یا اینکه معتقد است در مدارس هزینه زیادی برای این مسئله انجام می‌شود. او هزینه‌ها برای انرژی هسته‌ای را در همین چارچوب تحمیل هزینه‌های ایدئولوژی اسلام سیاسی می‌داند.
همچنین او در ادامۀ سخنرانی خود در دانشگاه شیراز بیان می‌کند که اثر منفی اسلام سیاسی را محدود به داخل کشور نمی‌داند و می‌گوید نوع دیپلماسی خارجی نظام سیاسی مستقر در ایران در منطقه و سایر نقاط دنیا به علت اسلام سیاسی ارتباطات ایران را با دنیای خارج دچار اختلال کرده است و بزرگ‌ترین لطمه را به تولید غیرنفتی و نفتی سرمایه‌دارانه زده. به اعتقاد او خصوصاً از اوایل دههٔ ۱۳۹۰ ایدئولوژی اسلام سیاسی اصلی‌ترین عامل ضعف تولید در اقتصاد ایران بوده است. از نظر مالجو، اسلام سیاسی با اسلام اجتماعی فرق دارد. اسلام سیاسی تجلی تکیهٔ حاکمان مسلمان بر مسند قدرت سیاسی و تحمیل خواسته‌های‌شان از بالا به پایین با تکیه بر زور انحصاری حکومتی در شرایطی است که بخش‌های هر چه وسیع‌تری از جمعیت بر اثر تغییر ارزش‌ها و نگرش‌ها طی دهه‌های اخیر در برابر حاکمیت اسلامی مقاومت می‌کنند.
از نظر مالجو، یکی از اصلی‌ترین علل انبساط اسلام سیاسی در ایران طی سال‌های اخیر را باید در اجرای سیاست‌های نولیبرال در سپهر تولید اقتصادی طی ادوار قبلی جست. اجرای سیاست‌های نولیبرال درون ساختار سیاسی نظام جمهوری اسلامی طی سال‌های پس از جنگ هشت‌ساله از منابع اصلی رشد اسلام سیاسی در سال‌های اخیر بوده است، آن‌هم از طریق تمرکزدهی اجتناب‌ناپذیر ثروت اقتصادی در دستان کارگزاران حقوقی ایدئولوژی اسلام سیاسی و ایجاد دگردیسی در رژیم حقوق مالکیت به نفع اجزای منتسب به بخش انتصابی نظام سیاسی مستقر.

### رسوب اندیشه‌های چپ و نئولیبرالیسم بی تقصیر در ایجاد سیاست‌های مانع رشد
مالجو در مناظره‌ای با مسعود نیلی در آبان ۱۴۰۲ دلیل سیاست‌های وسیعی، از جمله سیاست‌های اقتصادی که مانع رشد در کشور شده‌اند را اسلام سیاسی معرفی کرده و بیان می‌کند: «مخالف هستم با آن دسته از دوستان طرفدار اقتصاد بازار آزاد که مسئول این آرایش قوا و این رشد اقتصادی پایین را تصریحاً یا تلویحاً رسوبات اندیشه‌های چپ در اقتصاد ایران از دهه ۶۰ تا امروز می‌دانند، به همین قیاس موافق نیستم با بسیاری از همفکران خودم در گرایش‌های چپ که مسئول اصلی رشد اقتصادی ناکافی در ایران را آن چیزی می‌دانند که نئولیبرالیسم می‌نامند.»

### رشد نامطلوب فعالیت‌های سوداگرانه
مالجو با ارائه نمودارهایی مطابق آمارهای رسمی بیان می‌کند تعداد کارگاه‌های صنعتی دارای ده تن کارکن و بیشتر، به منزله نماد تولید کالا و خدمات، در بازه زمانی سال ۱۳۸۴ تا ۱۳۹۱ کاهشی بوده ولی در همین بازه تعداد واحدهای بانکداری و کانون‌های فرهنگی و هنری مساجد به عنوان مکان‌هایی که در آن‌ها فعالیت‌های سوداگرانه و غیرمولد انجام می‌شود رو به افزایش بوده است. طبق آمارهای اقتصادی در این زمینه در فاصله سال‌های ۸۳ تا ۹۰ که قیمت ارز و ارزش ریال تقریباً ثابت بوده، ارزش افزوده تولیدی کارگاه‌های دارای ۱۰ تن کارکن و بیشتر ۵ برابر شده است.

به گفته مالجو «فعالیت‌هایی مثل بورس اوراق بهادار، فرابورس، شبکه بانکی، بازار غیرمتشکل پولی، بازار مستغلات، بازار ارزها، بازار کالاهای سرمایه‌ای، بازار زمین، بازار طلا و … همه جایی هستند که افراد وارد فعالیت اقتصادی می‌شوند و سود آوری و سوداگری دارند ولی در نهایت متضمن تولید ارزش افزوده، تولید کالا و خدمات نیست. به این اعتبار (فعالیت) نامولد هستند … این بدین معنا نیست که در چارچوب یک اقتصاد سرمایه دارانه به اینها نیاز نیست، اما چنانچه این فعالیت‌ها به طرزی سرطانی رشد پیدا کنند در مقایسه با بخشی که کالاها و خدمات تولید می‌کند، از حیث تولید ارزش یک زنجیره انباشت سرمایه دچار گسستگی و سستی می‌شود.»

## آثار

### تألیف
- م‍ال‍ج‍و، م‍ح‍م‍د، سیاست اعتدالی در بوتهٔ نقد اقتصاد سیاسی، تهران: لاهیتا، ۱۳۹۶.
- م‍ال‍ج‍و، م‍ح‍م‍د، چهرهٔ ژانوسی اکتبر: هالهٔ کودتایی یک انقلاب، تهران: انتشارات آگاه، ۱۳۹۷.
- م‍ال‍ج‍و، م‍ح‍م‍د، پراکندگان پاک‌باخته: افت توان چانه‌زنی نیروهای کار در ایران، تهران: فرهنگ نشر نو: آسیم، ۱۳۹۸.
- مالجو، محمد، تاراج نهان: سلب مالکیت از نیروهای کار در اثر تورم در ایران، تهران: نشر آگه، ۱۳۹۹.
- م‍ال‍ج‍و، م‍ح‍م‍د، ‏کوچ در پی کار و نان: فاعلیت منفعلانهٔ مستمندان آذربایجان از ۱۳۲۷ تا ۱۳۲۹ خورشیدی، تهران: اختران، ‏‫۱۴۰۰؛ نشر چرخ، ‫۱۴۰۳
- م‍ال‍ج‍و، م‍ح‍م‍د، زنده‌باد کارخانه، جستار از محمد مالجو، عکس‌ها از آیدین باقری، تهران: اختران، ‏‫۱۴۰۰.
- مالجو، محمد، خیز خام: کشاکش مستمندان و دیوان‌سالاران از ۱۳۰۹ تا ۱۳۲۰ در ایران، تهران: نشر چرخ، ‬‫۱۴۰۲.
- مالجو، محمد، ادیسۀ راست: تاریخ خُرد دربه‌دری از 1304 تا 1338 خورشیدی، تهران: نشر چرخ، ‬‫۱۴۰۳.

### ترجمه
- ه‍ی‍رش‍م‍ن، آل‍ب‍رت او.، هواهای نفسانی و منافع: استدلال‌های سیاسی به طرفداری از سرمایه‌داری پیش از اوج‌گیری، مترجم محمد مالجو، تهران: ن‍ش‍ر و پ‍ژوه‍ش ش‍ی‍رازه، ۱۳۷۹؛ شیرازه کتاب ما، ۱۳۹۷.
- ه‍ی‍رش‍م‍ن، آل‍ب‍رت او. خروج، اعتراض، وفاداری، مترجم محمد مالجو، تهران: ش‍ی‍رازه، ۱۳۸۲؛ پردیس دانش، ۱۳۹۲.
- ه‍ی‍رش‍م‍ن، آل‍ب‍رت او. خطابه ارتجاع: انحراف، بیهودگی، مخاطره، مترجم محمد مالجو، تهران: ن‍ش‍ر و پ‍ژوه‍ش ش‍ی‍رازه، ۱۳۸۲؛ پردیس دانش، ۱۳۹۱؛ شیرازه کتاب ما، ۱۳۹۸.
- ه‍ی‍رش‍م‍ن، آل‍ب‍رت او. دگ‍ردی‍س‍ی م‍ش‍غ‍ول‍ی‍ت‌ه‍ا: ن‍ف‍ع ش‍خ‍ص‍ی و ک‍ن‍ش ه‍م‍گ‍ان‍ی، م‍ت‍رج‍م م‍ح‍م‍د م‍ال‍ج‍و، ت‍ه‍ران: ش‍رک‍ت ان‍ت‍ش‍ارات ع‍ل‍م‍ی و ف‍ره‍ن‍گ‍ی، ۱۳۸۵.
- ه‍ی‍رش‍م‍ن، آل‍ب‍رت او. گذر از مرزها، ترجمه محمد مالجو، تهران: آگه، ۱۳۸۶.
- پولانی، کارل، دگرگونی بزرگ: خاستگاه‌های سیاسی و اقتصادی روزگار ما، ترجمه محمد مالجو، تهران: پردیس دانش، و نشر و پژوهش شیرازه، ۱۳۹۱؛ شیرازه کتاب ما، ۱۳۹۶.
- لیندبلوم، چارلز ادوارد، نظام بازار، ترجمهٔ محمد مالجو، تهران: نشرنی، ۱۳۸۸.
- بوراووی، مایکل، مارکسیسم جامعه‌شناسانه: همگرایی آنتونیو گرامشی و کارل پولانی، ترجمهٔ محمد مالجو، تهران: نشر نی، ۱۳۹۴.
- تامپسون، ادوارد پالمر، تکوین طبقهٔ کارگر در انگلستان، ترجمه محمد مالجو، ویراستار کاوه اکبری، تهران: نشر آگاه، ۱۳۹۶.